# Vive (canal de televisión de Venezuela)
Vive (acrónimo de Visión Venezuela, estilizado como ViVe) es un canal de televisión abierta venezolano de carácter cultural y educativo, fundado por el gobierno de Hugo Chávez y lanzado al aire en 2003. Forma parte del Sistema Bolivariano de Comunicación e Información y por ende, se encuentra adscrito al Ministerio del Poder Popular para la Comunicación y la Información, con programación basada en programas de corte educativo, recreativo y cultural; luego de que el canal Venezolana de Televisión cediera dicha parrilla en favor de convertirse en un canal mayoritariamente informativo y de opinión.
El gobierno venezolano invirtió en equipamiento, repetidoras e instalaciones para la recepción de la señal en todo el país. En 2020, la estación pasa a ser gestionada «temporalmente» por el Ministerio del Poder Popular para la Educación (MPPE) para que atienda el año escolar 2019-2020 del subsistema de educación básica de dicho país, debido a la pandemia de COVID-19 Entre los programas emitidos, se encuentra el de Cada familia una escuela.

## Historia
El 11 de noviembre de 2003, el entonces presidente de Venezuela, Hugo Chávez, fundó en la Biblioteca Nacional de Caracas la televisora pública de entidad nacional Visión Venezuela, siendo también conocida como ViVe; con la finalidad de crear una televisora de programación cultural y educativa.
En agosto de 2013, el presidente Nicolás Maduro indicó que «Vive pasa a ser VTV Comunas» en busca de generar mayor eficiencia y difusión de los logros de los comuneros y las comunas; sin embargo, este cambio jamás ocurrió y el canal siguió manteniendo su denominación y programación cultural y educativa.
En marzo de 2020, luego del inicio de las cuarentenas por coronavirus en Venezuela (COVID-19), el Ministerio de Comunicación e Información de este país unifica la señal de toda su red con la de su canal hermano, Venezolana de Televisión.
En abril de 2020, Nicolás Maduro anunció que la señal de Vive TV pasa a manos del Ministerio del Poder Popular para la Educación, para la emisión de contenidos educativos. Esto como parte de un plan para continuar con los diversos trayectos formativos a distancia en la cuarentena por el COVID-19.

## Programación
La mayoría de su programación consta de programas educativos, culturales, y documentales nacionales e internacionales. Durante el horario de la mañana el canal emite retransmisiones del canal infantil venezolano 1•2•3 TV, y durante el resto del día también retransmite programas del canal educativo ecuatoriano Educa, los canales infantil y cultural argentinos Pakapaka y Encuentro, respectivamente, el canal científico venezolano ConCiencia TV, los canales culturales mexicanos Canal 11 y TV UNAM, además de vídeos educativos de la plataforma YouTube. 
También su programación puede variar igualmente con series animadas latinoamericanas, películas y anime (principalmente de Studio Ghibli). También se ha transmitido el programa Cada familia una escuela, con una línea editorial pedagógica, dirigido principalmente al sector educativo de los niveles de inicial, primaria, media general y técnica y las modalidades de jóvenes, adultas y adultos y educación especial.

### Producciones propias
- Bugo la hormiga.
- Sala 404.
- Kike y sus amigos.
- La Máquina de Chuito.
- Querencia Andina.
- Sabor a pueblo.
- Cómo me llamo yo?.
- Entre otras producciones audiovisuales del canal.

## Logotipos

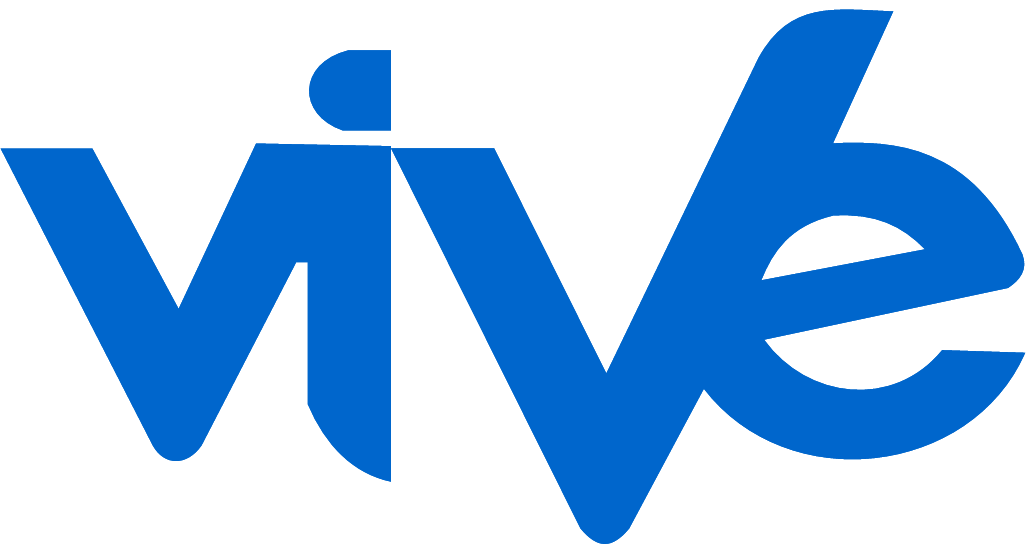
2003-2020
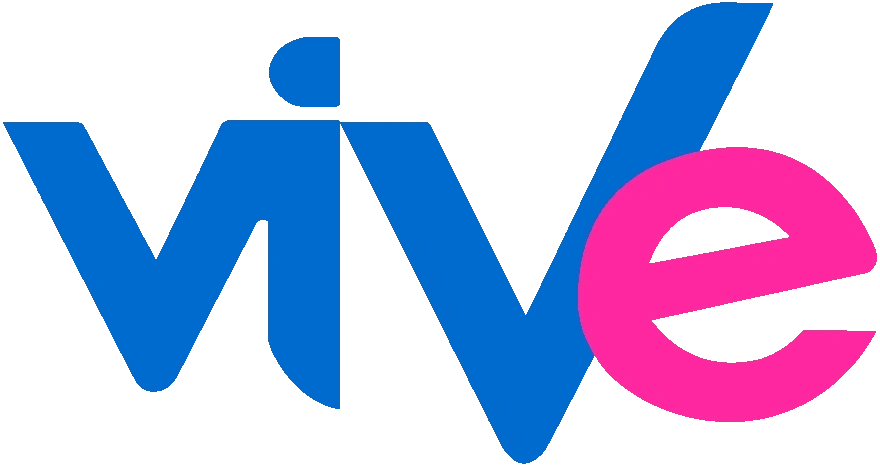
2020-presente